# Punto de cocción de las carnes

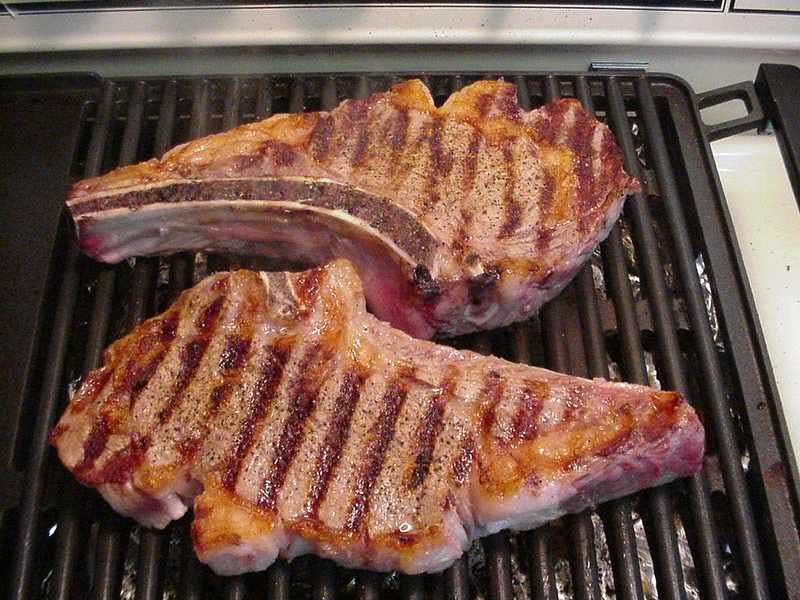
Filetes asándose en una parrilla. El grado de cocción de la carne es un conocimiento básico para asar diversas carnes.

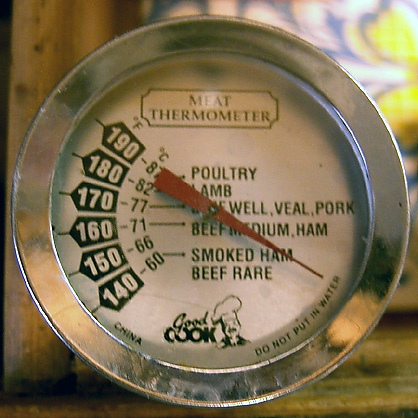
Medidor de la temperatura.

En la gastronomía, el punto de cocción, cocción o hechura de la carne, normalmente usado para referirse a las carnes rojas, es una descripción inexacta del grado de cocción al que se ha sometido la carne antes de ser servida y consumida. El término se aplica sobre todo a las carnes asadas y en ocasiones también a las carnes fritas, pero prácticamente nunca a las carnes hervidas.

## Grados de cocción
El grado de cocción se observa en el cambio de color de la carne mientras se la cocina a proximidad de una fuente de calor, en general las brasas o el fuego que se enciende debajo de una parrilla o barbacoa, o debajo de una plancha, una sartén etc. Una cocción prolongada provoca una pérdida del color rojo o rosado de la carne cruda y un acercamiento al color pardo. La cocción también provoca una evaporación de los jugos naturales de la carne, por lo que las carnes muy hechas son inevitablemente más secas y menos jugosas, pero proporcionan una experiencia gustativa diferente, que muchos comensales aprecian. En función de sus gustos los comensales tienen de este modo la tendencia a preferir las carnes poco hechas, hechas o muy hechas. Una cocción equilibrada de la carne suele designarse en la jerga gastronómica como a punto o en su punto (por ejemplo, el término "a punto" del corte de vacío es a tres cuartos, para el rib eye es término medio y para el salmón es sellado).
Estas gradaciones suelen aplicarse en la mayoría de las ocasiones a la carne de vaca (especialmente en la elaboración de los filetes) pero son igualmente aplicables a cualquier otro tipo de carne como el cordero, el cerdo, las aves, el venado, y a veces incluso el pescado.
Las gradaciones más empleadas suelen ser:
| Grado                      | Descripción                                                      | Rango de temperaturas en °C |
| -------------------------- | ---------------------------------------------------------------- | --------------------------- |
| Crudo                      | no cocinado del todo; en interior rojo                           | <46 °C                      |
| Sellada o vuelta y vuelta  | muy rojo y frío ("blue rare") la carne está a 3/8                | 46 - 52 °C                  |
| Medio cruda                | rojo en su interior; la zona exterior rosada la carne está a 5/8 | 52–55 °C                    |
| Término medio              | en interior rojo y caliente, el exterior rosa                    | 55–60 °C                    |
| Tres cuartos o a punto     | en su mayoría gris-marrón con algunos toques rosados             | 60–70 °C                    |
| Muy hecha o cuatro cuartos | en su mayoría gris-marrón sin zonas rosadas                      | >71 °C                      |

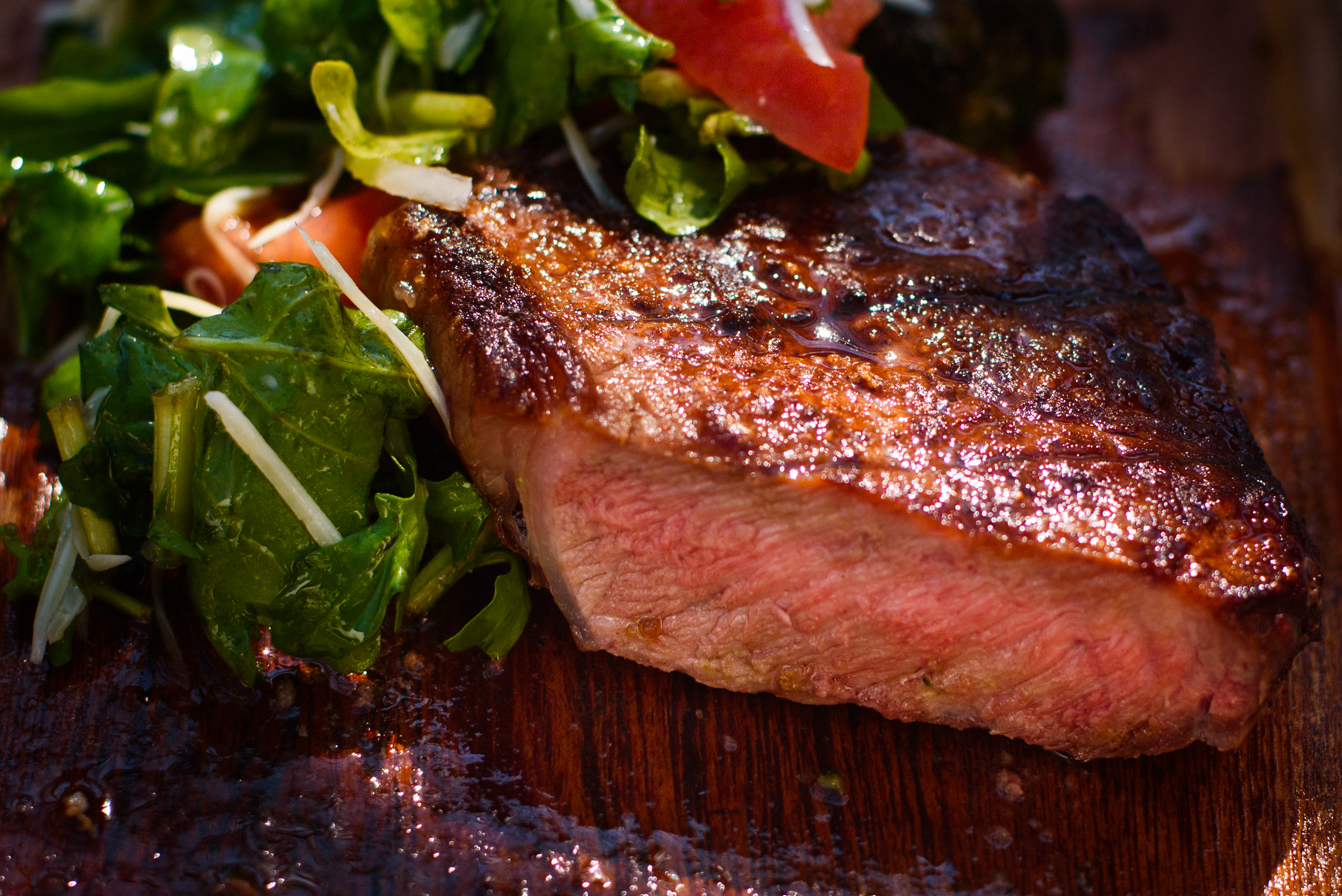
Bife de chorizo "a punto"

En la carne a medida que se va cocinando, el color va virando desde el rojo al rosado, del rosado al marrón y del marrón finalmente al negro (en el caso de que se queme), de la misma forma durante este cocinado la cantidad de jugos y de sangre va decreciendo, y la carne se va secando dando un aspecto menos jugoso. Los cortes 'muy hechos' suelen ser más secos debido casi a la ausencia de jugos, que aquellos que se elaboran 'en su punto'. En realidad, en el término 'muy hecho', la carne suele perder hasta el 80% de los jugos internos y con ello su sabor. De ahí que los puristas de las carnes evitan asarlas hasta ese punto de cocción. 
Se debe tener en cuenta que el interior de un corte que se está cocinando sigue incrementando su temperatura cerca de 3–5 °C tras ser retirado de la parrilla o sartén, y esto deja lugar a que se deje descansar unos minutos antes de ser servida, de esta forma la cocción se estabiliza a lo largo de toda la pieza. Esto se debe a que cuando se está cocinando la parte exterior recibe el calor mientras que la parte interior se mantiene relativamente-fría, tras ser retirada de la fuente de calor (parrilla, horno, sartén, etc) la situación se invierte y se calienta la parte interior mientras que la parte exterior se enfría.

## Recomendaciones
Los organismos reguladores de alimentación en Estados Unidos (USDA) recomiendan una temperatura de consumo de la carne de al menos 63 °C para prevenir intoxicaciones alimentarias.
Al momento de asar la carne, si comienza a brotar sangre significa que el 50% del corte ya está cocido. Y si al voltearla para seguir asándola, esta comienza a botar más sangre, significa que la carne está totalmente cocida.
Es importante siempre medir la cocción de las carnes ayudándose de un termómetro para asados.